# Chipeșca
Chipeșca è un comune della Moldavia situato nel distretto di Șoldănești di 1.645 abitanti al censimento del 2004.